# Митчелл, Джордж Фидиас
Джордж Фидиас Митчелл (англ. George Phydias Mitchell; 21 мая 1919 — 26 июля 2013) — американский миллиардер, основатель нефтегазового гиганта «Mitchell Energy & Development», пионер внедрения промышленных методов добычи сланцевого газа. Также известен как «отец сланцевой революции».

## Биография

### Детство
Джордж Митчелл родился 21 мая 1919 года в семье греческого эмигранта Савааса Парескевопулоса, который на родине был обычным пастухом, в портовом городе Галвестон, штат Техас. Он работал на железных дорогах и постепенно переехал на запад. Когда бухгалтер компании, где он работал устал писать его длинное имя и пригрозил уволить его, Параскевопулос поменял имя на Майк Митчелл. Майк Митчелл поселился в Галвестоне, где у него было несколько магазинов по чистке обуви и глажки. Когда он увидел фотографию красивой женщины в местной греческой газете, он направился во Флориду, где, согласно семейным преданиям, она и поселилась. Он убедил её отказаться от жениха и выйти за него замуж. Они жили над магазином чистки обуви.

### Нефтегазовый бизнес
Сын эмигранта из Греции Савваса Параскевопулоса. Отец держал прачечную и мастерскую по чистке обуви. Вскоре по переезде в США сменил имя на Майк Митчелл. Джордж Митчелл в 1940 году получил степень в области добычи нефти со специализацией по геологии в Техасском университете A&M. Он был лучшим в своем классе, а также был капитаном мужской теннисной команды.
Свой бизнес Джордж Митчелл начал с создания независимой нефте-газодобывающей компании «Mitchell Energy & Development».
В 1980-е и 1990-е годы его компания активно экспериментировала с различными технологиями гидроразрыва пласта на формации Барнетт (Техас), и ей удалось найти правильную комбинацию, которая позволила добывать газ с положительным экономическим эффектом. Таким образом Митчелл стал пионером внедрения промышленных методов добычи сланцевого газа. Методы получили широкое внедрение и Митчелл стал известен как «отец сланцевой революции».
Он активно развивал свой бизнес, который приносил огромный доход.
Но в 2001 году Митчелл продал свою компанию корпорации «Devon Energy» за 3,5 миллиарда долларов.
В 2011 году он присоединился к инициированной The Giving Pledge Уоррена Баффета и Билла Гейтса о передаче половины своего состояния на благотворительные нужды.
Весной 2013 года журнал Forbes оценивал состояние предпринимателя в 2 миллиарда долларов, поставив его на 249 место в списке богатейших людей США.
Скончался 26 июля 2013 года в окружении семьи в своей резиденции в Техасе «от естественных причин».

### Семья
Вырастил 10-х детей.
Самый известный сын: Тодд Митчелл — член совета директоров корпорации «Devon Energy».

### Филантропия
Митчелл и его жена Синтия вместе с Фондом Синтии и Джорджа Митчелл распределили и пообещали выделить более 400 миллионов долларов в виде грантов на благотворительные цели, программы и учреждения.
Подавляющая часть этой суммы связана с наукой, экологическим проблемам и способам их решения, связанными с наукой, включая текущие программы предоставления грантов, которые сосредоточены на науке об устойчивости чистой энергии, воде и устойчивости природного газа.
7 декабря 2010 года он присоединился к программам, спонсируемыми Уорреном Баффетом, Биллом и Мелиндой Гейтс, подтверждая свое и своей жены намерение, что большая часть их состояния будет пожертвована на благотворительные цели.